# ジョゼ・メンデス・カベサダス
ジョゼ・メンデス・カベサダス・ジュニオル（ポルトガル語: José Mendes Cabeçadas Júnior, 1883年8月19日 - 1965年6月11日）は、ポルトガルの海軍軍人で、フリーメイソン、共和主義者。1910年から1926年まで続いた第一共和政を終わらせた革命運動で主要な役割を果たした。1926年5月31日から6月16日までの期間、大統領、首相を務めた。

## 生涯

### 革命
1910年の革命で、カベサダスは巡洋艦アダマストルでの反乱に参加した。しかし、すぐに自分が成立を助けた共和政府に失望することになった。1926年、カベサダスはマヌエル・ゴメス・ダ・コスタがブラガでクーデターを起こしたことを知ると、それに同調してクーデターをリスボンで指揮した。アントニオ・マリア・ダ・シルヴァ首相は辞任し、数日後の5月31日、ベルナルディノ・マシャド大統領はカベサダスを首相に指名した。同日、マシャドが大統領職を辞任したため、カベサダスは大統領となった。

### 失脚
カベサダスは穏健派の革命思想を持っており、民主主義政党への影響を除いては、立憲政治に疑問を挟む必要はないと考えていた。しかし、ゴメス・ダ・コスタやアントニオ・オスカル・カルモナなど他の革命派は彼を無能と断じ、1926年6月17日、サカヴェンでの会議において大統領と首相の地位を奪われてしまった。後を継いだのはゴメス・ダ・コスタだった。

### その後
1965年に死去するまで、アントニオ・サラザールの独裁体制（エスタド・ノヴォ）への反対運動に3度参加し、援助を与えたという。